# Museo de Fotografía de Madeira
El Museo de Fotografía de Madeira, o Museo Vicentes, se encuentra en la ciudad de Funchal, capital de la isla de Madeira (Portugal). Se inauguró en 1982, en el antiguo estudio fotográfico Vicentes, de la Rua da Carreira, nº 43.
El fotógrafo Vicente Gomes da Silva (1827-1906), fundó un primer estudio fotográfico a mediados del siglo XIX. En la década de los ochenta creó la galería fotográfica que se conserva actualmente. Allí trabajaron cuatro generaciones de fotógrafos de la misma familia.
El archivo conserva cerca de 800.000 negativos de varios procedimientos fotográficos, desde la época del colodión hasta 1978, de diversos fotógrafos y establecimientos madeirenses (Vicentes; J. F. Camacho; J. A. de Sousa; Perestrellos; Figueiras, etc.) 
El museo pertenece al Gobierno Regional de Madeira. Además de la exposición permanente, se realizan exposiciones temporales.

## Galería

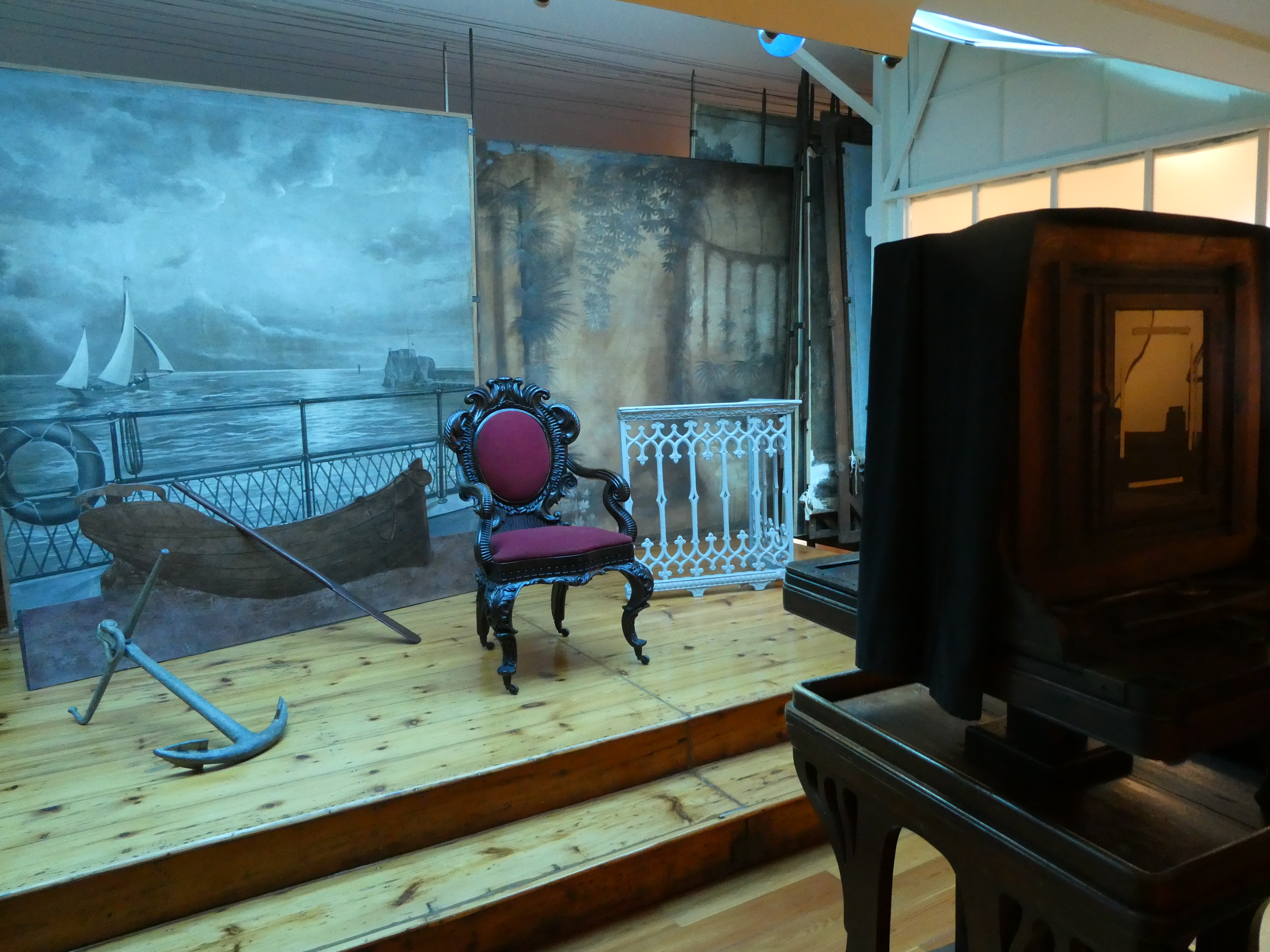
Estudio fotográfico de finales del siglo XIX.
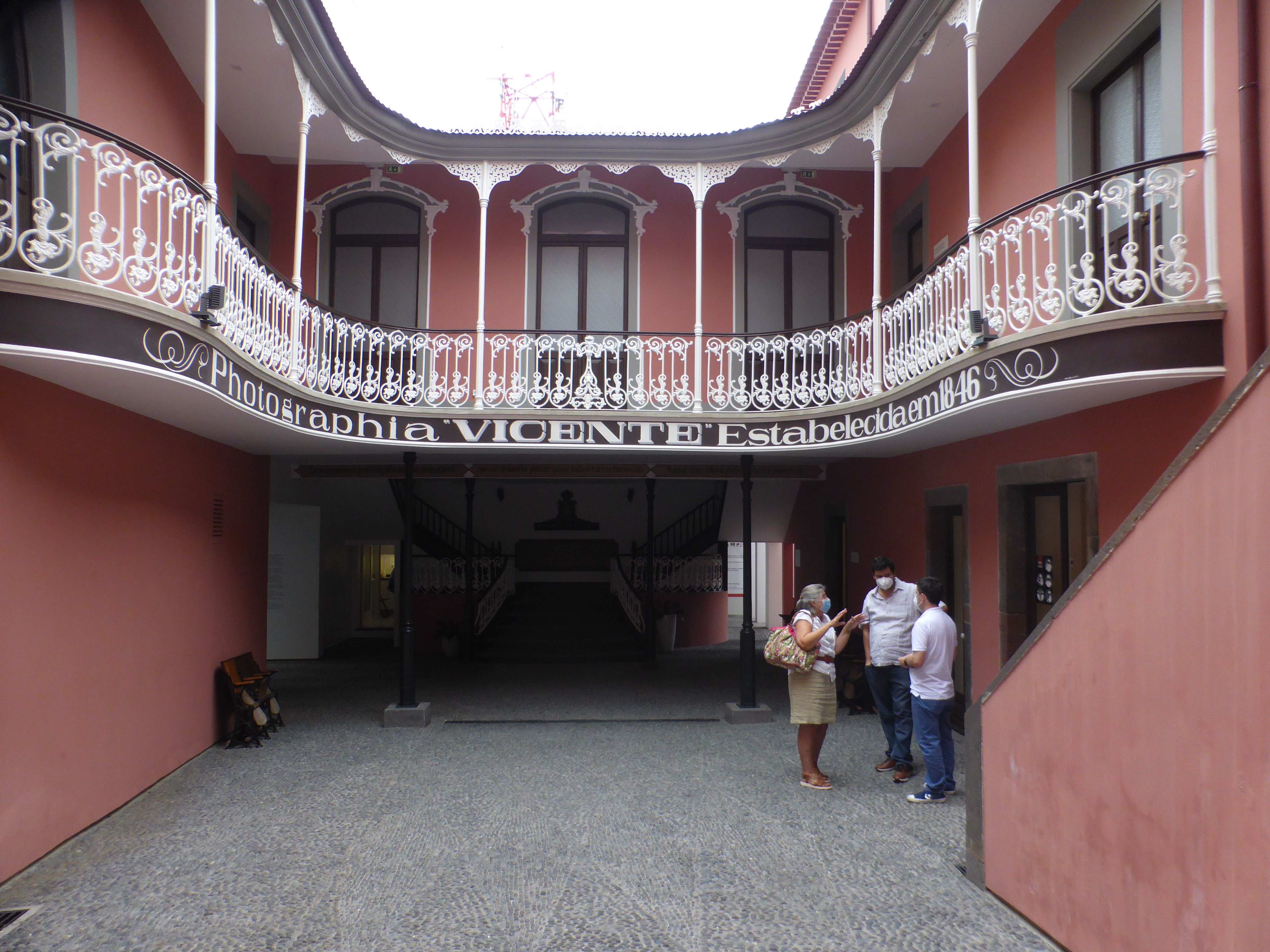
Patio del museo.
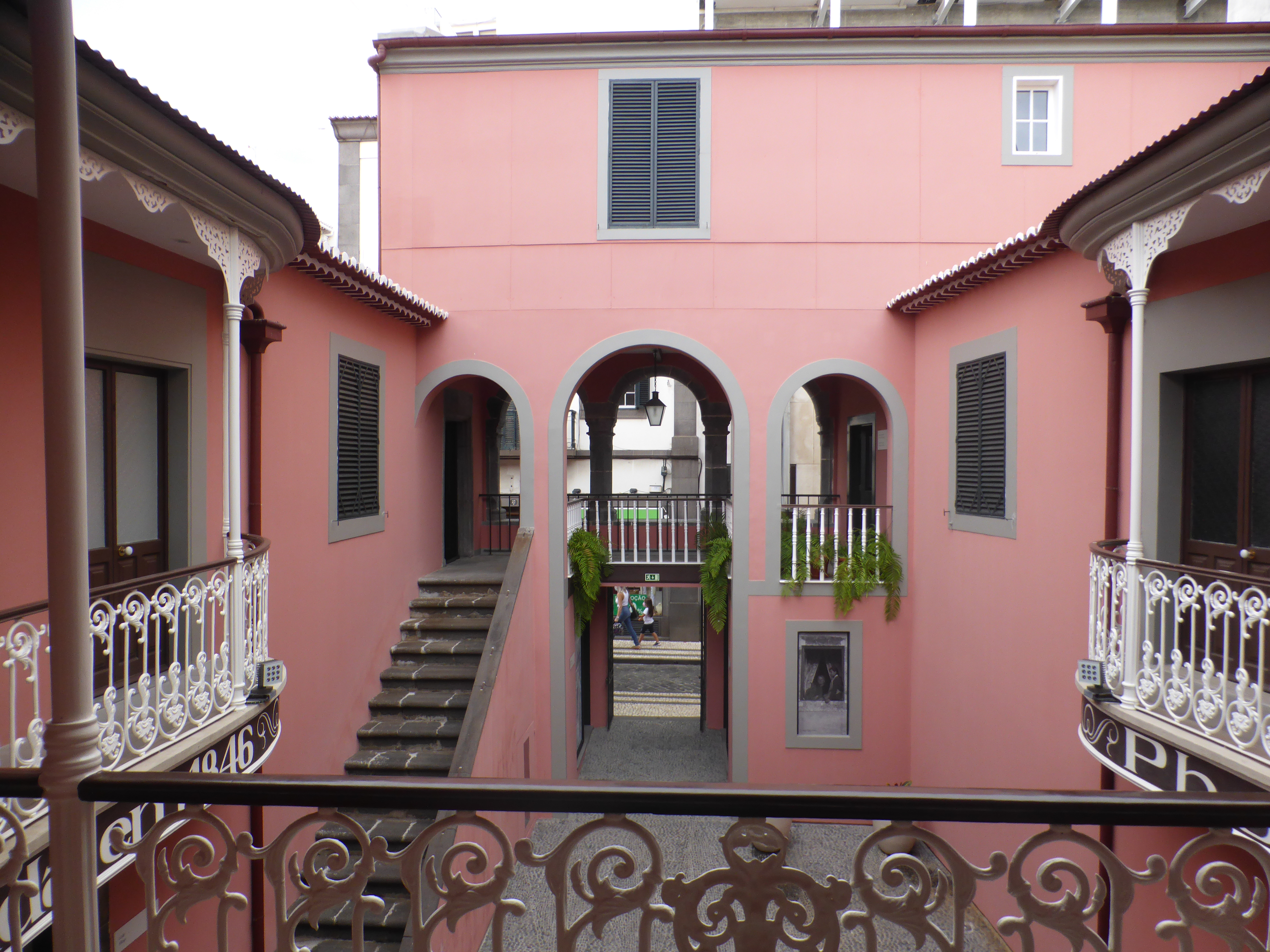
Vista del patio, desde el primer piso.